# 芝山鉄道
芝山鉄道株式会社（しばやまてつどう）は、千葉県の成田国際空港付近に路線を有する第三セクター方式の鉄道会社である。
成田国際空港株式会社の連結子会社であり、千葉県、京成電鉄、日本航空、芝山町、成田市なども出資している。本社は千葉県山武郡芝山町の芝山千代田駅構内にある。

## 歴史
芝山鉄道は、成田空港が建設されることによって東西方向の交通が寸断され不便を被ることになる空港東側地域の住民や企業への補償として、国が当時の京成本線の（旧）成田空港駅（現在の京成東成田線の東成田駅）以遠を第三セクター方式で延伸する形で建設を約束した鉄道である。
1981年（昭和56年）5月1日に会社が設立され、1988年（昭和63年）6月24日に「芝鉄成田空港駅」（仮称、 当時の旧成田空港駅、現在の東成田駅に隣接して開業する予定だった新駅）-「整備場前駅」（仮称、現在の芝山千代田駅）間 2.0 kmの事業免許を取得した。
当初は小型電車で線内折り返し運転を計画していたが、のちに地元からの要望を容れて通常車両で（旧）成田空港駅を介して京成成田駅まで片乗り入れ直通運転することとなった。そこで、1990年（平成2年）4月13日に京成成田駅への乗り入れを運輸省（現・国土交通省）が認可し、同年12月25日に工事施工が認可された。
この間に成田新幹線計画が消滅したことを受けて、京成電鉄はすでに構築されていた同線の施設の一部を活用して空港ターミナルに直接乗り入れることになり、1991年（平成3年）3月21日に第1ターミナル真下に現在の成田空港駅が開業、こちらが京成本線となり、それまでの（旧）成田空港駅は新たに京成東成田線の東成田駅に改称された。

芝山鉄道線路線図

着工は遅れ、会社は1992年（平成4年）12月6日に開業した成田空港第2旅客ターミナルビル内で海外旅行者向け売店などの運営に進出した。
1993年（平成5年）9月20日から12回にわたって開催された隅谷調査団主宰の成田空港問題円卓会議で今後の成田空港の整備を「共生懇談会」設置などの地元住民によるチェックなどの民主的手続きで進めていくことが約束されて、1994年（平成6年）10月に国と県の他空港反対派の元熱田派などを含めて合意に達した。この合意を受けて、芝山鉄道の延伸検討委員会が1995年（平成7年）1月31日に始まり、1996年（平成8年）4月1日には延伸経路について3案に絞り込んだ。
そして、1996年（平成8年）12月27日には、京成電鉄との相互直通運転に運転計画の変更が認可され、1998年（平成10年）1月22日に着工。
しかし計画ルートに空港反対派の「一坪共有地」が含まれており、そこの元の地主が「一坪共有地」の維持を主張していたことから、地権者が全国841に及んでいたことで同意の取得が難航し、逆に芝山鉄道や芝山の住民団体は用地取得に応じるように地権者に求めるなど双方が手紙による地権者説得を争ったが、1999年（平成11年）12月8日に芝山町長が運輸省に空港反対派の「一坪共有地」を避ける路線への変更を要望するに至った。これを受けて、2000年（平成12年）3月に未買収地を半径160mのカーブで迂回する路線変更を決定し、同年6月20日にルートの一部変更とこれにともなう 0.2 km の路線延長が認可された。2001年（平成13年）4月26日にはそれまで仮称だった「整備場前駅」の正式駅名が芝山千代田駅に決定し、2002年（平成14年）10月27日に東成田駅 - 芝山千代田駅間が開業した。
なお1996年（平成8年）の段階では、現在の芝山千代田駅より先の「千代田駅（仮称）」までの0.7km区間も計画されていた。
建設にあたり、成田国際空港周辺整備のための国の財政上の特別措置に関する法律（成田財特法）による補助金のかさ上げの適用を受けている。

## 年表
- 1981年（昭和56年）5月1日 - 会社設立[3]。
- 1988年（昭和63年）6月24日 - 芝鉄成田空港駅（仮称、現・東成田駅隣接）- 整備場前駅（仮称、現・芝山千代田駅）間 2.0 kmの事業免許を取得[4][3]。
- 1990年（平成2年）
  - 4月13日 - 運輸省（現・国土交通省）が京成成田駅への乗り入れを認可[5]。
  - 12月25日 - 運輸省が工事施工を認可[6]。
- 1991年（平成3年）3月21日 - 成田空港駅が開業し、（旧）成田空港駅が東成田駅に改称[7][8]。
- 1992年（平成4年）12月6日 - 成田空港第二旅客ターミナルビルが開業し[10]、海外旅行者向け売店などの運営に進出[11]。
- 1995年（平成7年）1月31日 - 芝山鉄道の第1回延伸検討委員会を開催[13]。
- 1998年（平成10年）1月22日 - 着工[26]。
- 2000年（平成12年）
  - 3月 - 未買収地（一坪共有地）を迂回する路線変更を決定[20]。
  - 6月20日 - 路線の一部変更とこれにともなう0.2kmの路線延長が認可される[21]。
- 2001年（平成13年）4月26日 - 仮称・整備場前駅の正式駅名が芝山千代田駅に決定[22]。
- 2002年（平成14年）10月27日 - 開業時の上限運賃が認可される[27]。東成田駅 - 芝山千代田駅間が開業[23][3]。

## 路線

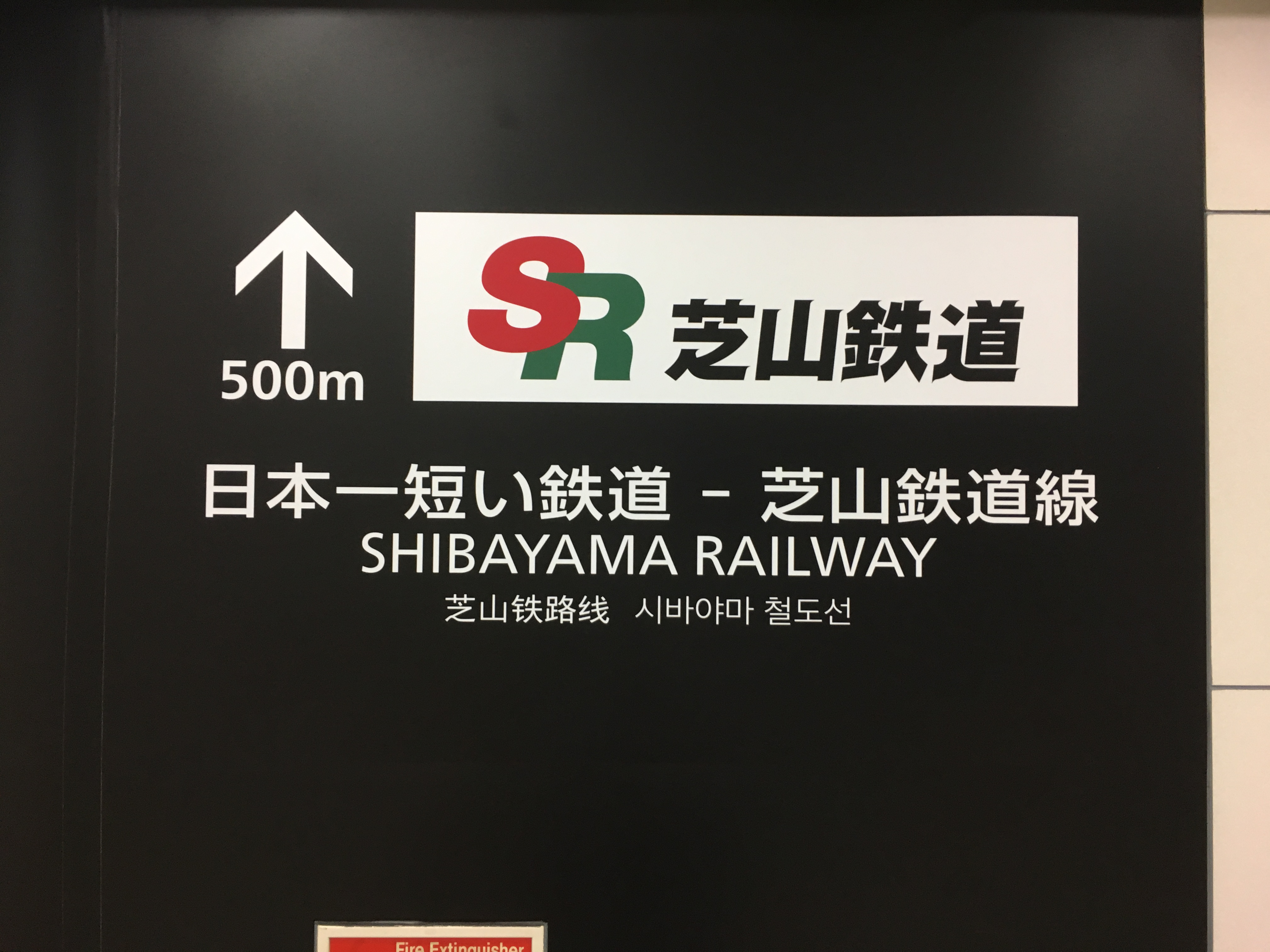
「日本一短い鉄道 - 芝山鉄道線」（空港第2ビル駅の東成田駅連絡通路入口にある案内）

- 芝山鉄道線 東成田駅 - 芝山千代田駅間 2.2 km（単線・第一種鉄道事業者）

旅客運輸を行う普通鉄道に限れば、自社で線路を保有し運送を行う第一種鉄道事業者としては日本一保有する路線が短い鉄道事業者であり、芝山鉄道では「日本一短い鉄道」という広報を行っている。
ただし、鋼索鉄道を含めた場合は鞍馬山鋼索鉄道0.2km（207 m）を保有する宗教法人鞍馬寺が保有路線日本最短となる。普通鉄道に限っても、貨物運輸のみ行う事業者を含めた場合は市橋線2.0 km（営業キロ1.3 km）のみを保有する西濃鉄道が、列車を運行せず線路の保有のみを行う第三種鉄道事業者を含めた場合は南海和歌山港線の一部（2.0 km）を保有する和歌山県がそれぞれ最短となる。
線内の運転業務は全て京成電鉄に委託しているため、自社配属の乗務員を有していない。
将来的には、芝山町中心部を経由して九十九里海岸（蓮沼海浜公園）方面への延伸も検討されており、それまでの代替処置として芝山鉄道延伸連絡協議会（芝山町・山武市・横芝光町で構成）による空港シャトルバス（京成バス千葉イースト運行受託）が空港第2旅客ターミナル - 芝山千代田駅 - 横芝屋形海岸間に設定されている。

## 在籍車両
運用は京成電鉄の車両と共通であるが、芝山鉄道の公式ウェブサイト上に運行予定が掲載されている。

### 現有車両

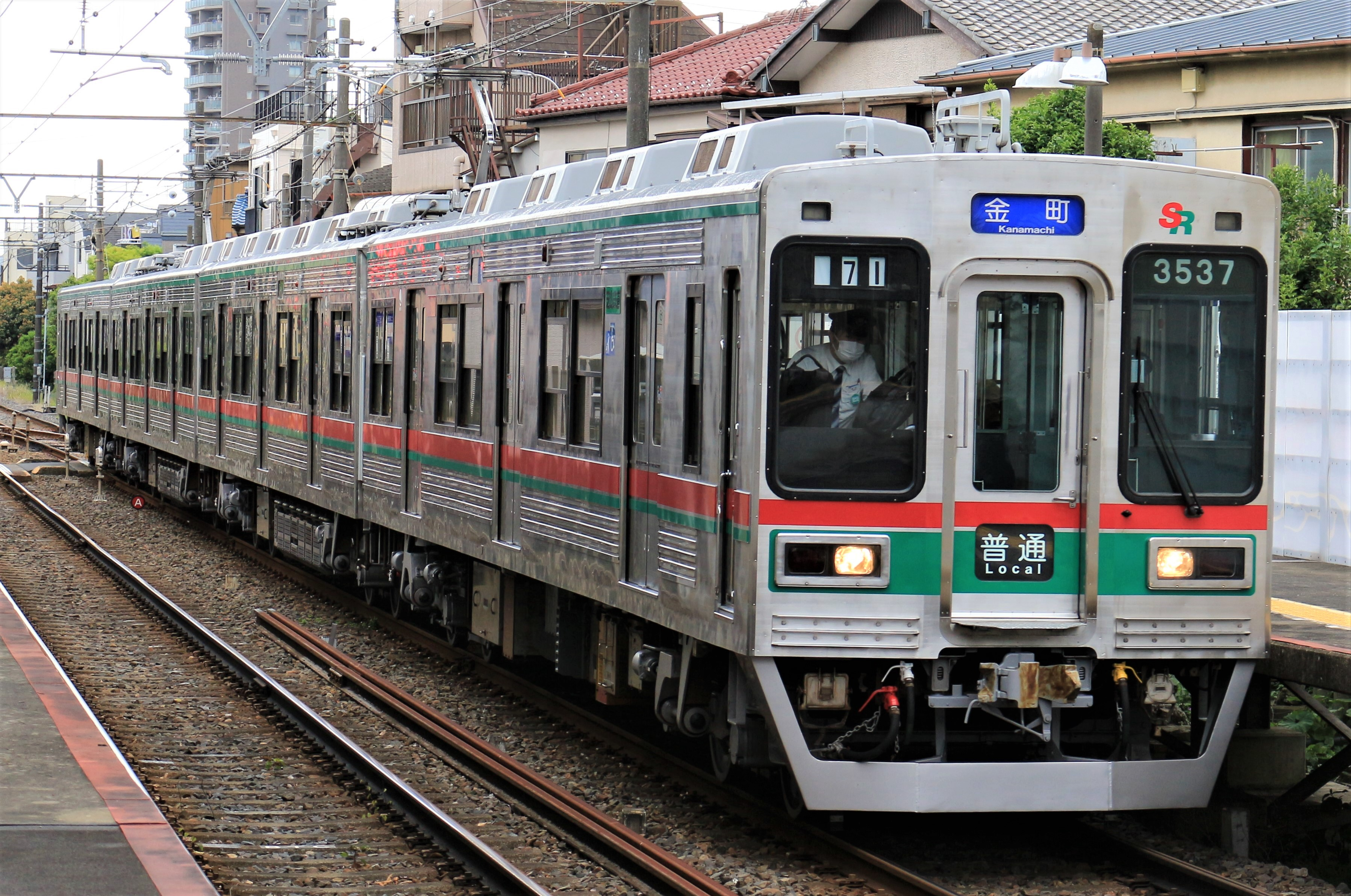
芝山鉄道3500形電車

- 3500形
2013年4月1日より京成電鉄からのリース車両は、従来の3600形（後述）に代わり、3500形の3540編成4両編成に変更された[31]。2013年5月より成田空港キャラクターの「クウタン」をデザインしたラッピング編成となっていた[32]。2021年5月頃にラッピングが剥がされて運用されていたが、2022年4月に芝山鉄道開業20周年を記念し、車体カラーをかつての3618編成と同様の赤と緑の帯に変更して運用している[33]。

### 過去の車両

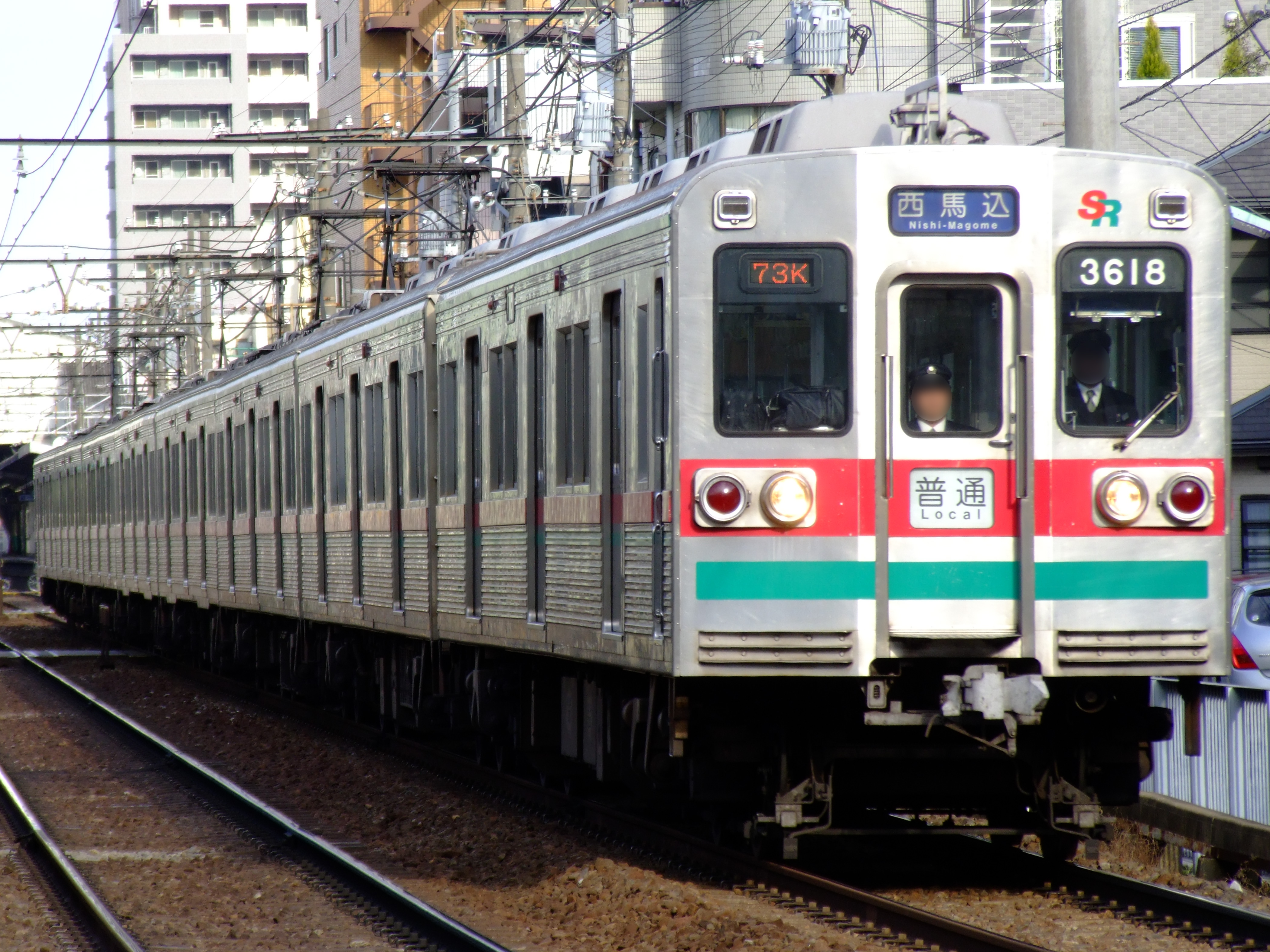
芝山鉄道3600形電車

- 3600形
2013年3月末日までは京成電鉄から3600形3618編成8両編成1本をリースしていた（その後京成に返却）。帯を京成の赤+青から芝山鉄道のイメージカラーである赤+緑[注釈 1][34]に換え、社名プレートは「Keisei」のロゴの上に「芝山鉄道」ステッカーを貼り、また先頭車の前面上部右側には芝山鉄道の社章を貼って運用した。
- 当初は京成電鉄で廃車となった旧3050形が譲渡される予定だったが、耐用年数等から実現には至らなかった。

## 運賃
大人普通旅客運賃：全線220円（小児110円）（2024年3月16日改定）。
直通先の京成電鉄などとは異なり、交通系ICカード乗車券は一切使用できない。